# Stijena (Cazin, BiH)
Stijena je naseljeno mjesto u gradu Cazinu, Federacija Bosne i Hercegovine, BiH.
Stijena je i sjedište mjesne zajednice koja obuhvaća naselja: Stijena, Bajrići, Glogovac, Miostrah, Podgredina, Vilenjača i Zmajevac.

## Zemljopis
Stijena se nalazi u sjeverozapadnom dijelu BiH i najveća je mjesna zajednica grada Cazin. Smještena je u podnožju planine Velika Gomila (798 MNV) prometno povezana regionalnom cestom R-402. Putna komunukacija  je povezuje sa Bosanskom Krupuom, Otokuom, Bosanskim Novim sa istoka i zapadno prema Cazinu, Bihaću, Valikoj Kladuši i ostatkom Bosne s Cazinskom krajinom. Neka od obilježja Stijene su prije svega srednjovjekovna tvrđava Bijela Stijena, Mala i Velika Gomila, rječica Horljava, koja je ponornica i ponire ispod jedne velike stijene po kojoj je i samo mjesto dobilo ime, Horljava je kao ponornica lijeva pritoka rijeke Ine.

## Stanovništvo

### Popisi 1971. – 1991.
| Stijena            |                |                |                |
| godina popisa      | 1991.          | 1981.          | 1971.          |
| Muslimani          | 2.070 (98,61%) | 1.944 (98,43%) | 1.527 (99,47%) |
| Srbi               | 2 (0,09%)      | 10 (0,50%)     | 2 (0,13%)      |
| Hrvati             | 0              | 0              | 1 (0,06%)      |
| Jugoslaveni        | 13 (0,61%)     | 9 (0,45%)      | 0              |
| ostali i nepoznato | 14 (0,66%)     | 12 (0,60%)     | 5 (0,32%)      |
| ukupno             | 2.099          | 1.975          | 1.535          |

### Ukupno MZ Stijena broj stanovnika 7792
| Stijena            |                |
| godina popisa      | 2013.          |
| Bošnjaci           | 2.683 (99,53%) |
| Hrvati             | 1 (0,04%)      |
| Srbi               | 1 (0,04%)      |
| ostali i nepoznato | 11 (0,41%)     |
| ukupno             | 2.696          |

## Gospodarstvo
Područje Stijene je bogato šumom, oranicama i izvorima vode. Industrijski je srednje razvijeno. Glavna aktivnost stanovništva zanatsko uslužne djelatnosti, poljoprivredna grana i industrija u razvoju. Razvijena je drvna industrija, proizvodnja stiropora, trgovina, pretežno su razvijena mala gazdinstva i obrti u kojim se ističu značajno: pčelarstvo, farme tovnih i muznih goveda, obrada kamena, rudnika dolomita i asfaltna baza kao transport roba  a veliki broj Stijenjana je otišao i odlazi u zapadnoeuropske zemlje u potrazi za poslom.

## Kultura
U Stijeni djeluje nekoliko udruženja građana - kulturno-umjetničkih i sportskih: KUD Stijena, Lovačko društvo "Gomila", Nogometni klub Gomila, TaeKwonDo klub TigarAero klub Kumulus sa poletnom i sletnom paraglajding stazama Velika Gomila...
Što se tiče vjerskog života on je organiziran u šest džemata, samim tim u MZ Stijena je i šest džamija odnosno sedam ako brojimo onu u starom gradu, koja je inače i jedna od najstarijih džamija u Cazinskoj Krajini.
U proteklom ratu stijenjani su dali veliki doprinos u odbrani BiH, čemu svjedoče i šehidska obilježja u Stijeni, Bajrićima, Podgredini i Glogovcu, te doprinos u prihvatu i zbrinjavanju izbjeglica iz R Hrvatske i Kantona.

## Obrazovanje
U MZ Stijena su četiri područne škole: Glogovac, Zmajevac, Podgredina i Vilenjača, te centralna škola u Stijeni.